# 로살린다올드필드쥐
로살린다올드필드쥐(Thomasomys rosalinda)는 비단털쥐과에 속하는 설치류이다. 페루에서만 발견된다.